# Зелёный театр (Москва, парк Горького)
Зелёный театр — театр, расположенный в парке Горького в Москве. Был открыт в 1930 году при строительстве парка.
В театре под открытым небом проходят различные концерты российских и зарубежных артистов, а также репетиции и выступления коллектива Театра музыки и драмы Стаса Намина.

## История

### Предыстория
В середине 1820-х годов в поместье директора императорских московских театров Фёдора Кокошкина на холме среди деревьев была показана трагедия «Поликсена» драматурга Владислава Озерова. Идея спектаклей на природе увлекла Кокошкина, и он предложил сделать то же самое в Нескучном саду. 17 мая 1830 года Николай I издал указ о создании «воздушного» театра.

Государь император, разрешив г. директору московских театров устроить в Нескучном саду на избранном им месте летнего театра, высочайше повелевает, дабы по сему случаю отведены были московской театральной дирекции некоторые строения в том саду нужные для её распоряжения.
— Из документа на разрешение строительства театра
Зелёный театр, рассчитанный на 1500 зрителей, был построен в 1830 году. Лужайка длиной в 10 саженей (около 20 метров) являлась сценой, кустарники — кулисами, а высокие деревья были декорациями. Зрители располагались в креслах, ложах и галереях. При строительстве провели опись территории и имущества театра: «Внутри сего театра, деревянных: 2. Лестниц девятнадцать. 3. Козлов семнадцать. 4. Кулисных кареток две. 5. Стремянок три. 6. Столов в уборных из тёса три. 7. Скамеек в уборных тринадцать. 8. Пульпитров двенадцать. 9. Скамеек с номерами 16 рядов. 10. Брёвен три. 11. Гора из волшебной флейты одна. 12. Площадка одна. 13. Маскарадных щитов из досок десять. 14. Щитов из тёсу от штатного щита пятнадцать. 15. Накатнику три. 16. Щитов на сходах шесть. 17. Линейка живописная одна. 18. Скамеек в оркестре одиннадцать. 19. Скамеек вверху с номерами семь рядов. 20. Ушатов четыре. 21. Ведра два».
Театр открыли 15 июня водевилем «Два учителя», дивертисментом «Семика» и завершающим фейерверком. Второй спектакль — опера «Мельник» — был показан через три дня, а сразу за ним — комедия «Новый Стерн» и опера «Жидовская корчма». Для театра специально подбирались пьесы, которые могли обойтись природными декорациями и не требовали рукотворных изменений. Также были популярны русские пляски и песни. Спектакли шли дважды в неделю, после них проводились гуляния. Летом, сразу после открытия, театр посетил Александр Пушкин со своей невестой. Его появление вызвало переполох среди артистов, они бросили репетицию и ходили за ними толпой, пока те осматривали пространство. Зелёный театр в Нескучном саду просуществовал до 1835 года, после чего был снесён. Представления некоторое время проходили в Петровском парке.

### Создание Зелёного театра
Зелёный театр также делал весьма интересные опыты показа на своей гигантской площадке оперных спектаклей при помощи Московского Большого и Ленинградского Малого оперных театров. Спектакль «Кармен» был принят публикой Зелёного театра очень хорошо. Массовые народные сцены этой оперы на сцене Зелёного театра были особенно эффектны и выразительны. Но Зелёному театру пора приступить к работе над спектаклями, в которых были бы органически соединены и кино, и цирковые аттракционы, и балет, и хоры, и выступления оперных и драматических актёров, и т. д.
В 1930 году началось строительство Центрального парка культуры и отдыха. К этому времени на Пушкинской набережной на месте бывшего ботанического сада Прокофия Демидова открылась эстрада с площадкой на 5000 человек для митингов, зрелищ и олимпиад. В прессе её называли «кузницей культуры под открытым небом». В июне 1933 года Московский городской комитет ВКП(б) принял решение о строительстве на её месте открытого театра на 2000 мест. Проект архитектора Лазаря Чериковера реализовали за 30 дней. Места для зрителей представляли собой почти правильный сектор, усечённый в центре и разделённый на 15 поясов-секций. Сцена была сделана из дерева — помост с крытой галереей и башнями-пилонами. В её центре размещалась большая раковина для музыкантов. Места для президиума находились между помостом и галереей. Во внутренней части сцены и в башнях располагались служебные помещения. 6 июля 1933 года театр приняли в эксплуатацию. Его создание вызвало разные отзывы жителей столицы.
Прежде всего он неудачно размещён, разрывая территорию парка и оставляя свободным лишь узкий перешеек по берегу, исчисляемый метрами. Генеральным планом предусматривается его перенос ближе к б. Титовскому проезду, что разгрузит береговую часть парка и откроет перспективу на б. Нескучный дворец.Архитектор Милица Прохорова
13 июня 1935 года была поставлена опера Жоржа Бизе «Кармен». В постановке участвовало около тысячи человек, а спектакль посмотрели десятки тысяч зрителей. Газета «Рабочая Москва» разместила ряд положительных откликов и коллективных корреспонденций. Спустя два года театр был полностью достроен, но в годы Великой Отечественной войны пострадал от авианалётов. В 1956-м, когда в Москве прошла подготовка к приёму и открытию VI Всемирного фестиваля молодёжи и студентов, старое здание снесли, на его месте в течение зимы 1956—1957 годов построили новое по проекту архитектора Юрия Шевердяева (в соавторстве с Александром Болтиновым и Иваном Рыбченко). По сравнению со старым, оно располагалось на 25 метров дальше от набережной, но размеры территории остались прежними. С 1980-х годов на площадке стали постоянно выступать отечественные и зарубежные рок-музыканты.

### Театр Стаса Намина
В 1985 году во время XII Всемирного фестиваля молодёжи и студентов зарубежные участники пригласили группу «Цветы» для участия в их концертах. Советские артисты выступили без разрешения Министерства культуры, из-за чего коллегия Министерства обвинила группу в антисоветской деятельности и лишила её мест для репетиций и выступлений. Узнав об этом, директор парка Горького Павел Киселёв предложил руководителю коллектива «Цветы» Стасу Намину небольшое помещение для репетиций в Зелёном театре, и в 1987 году после гастролей в США была создана одна из первых в СССР негосударственных организаций «Центр Стаса Намина». Здание Зелёного театра было передано в аренду организации на 49 лет. Продюсерский центр без официального юридического статуса, согласований и разрешений Министерства культуры собрал под своей крышей молодые и ранее запрещённые таланты, став одной из крупных концертных площадок, на которой проводились фестивали, выставки, показы мод и авангардные представления. В это же время Стасом Наминым была создана группа «Парк Горького».
Центр за свой счёт провёл ремонт здания, так как оно не ремонтировалось со времён постройки в 1957 году и было признано аварийным: укрепили фундамент и стены, перекрыли крышу, провели тепло в неотапливаемые помещения, восстановили бойлерную и инженерные коммуникации, оборудование сцены, а также фасады и внешний облик исторического здания. В конце 1998-го режиссёр Андрей Россинский предложил создать на базе коллектива собственный театр, однако Стас Намин отказался из-за сильной загруженности различными проектами. Ситуация изменилась в августе 1999 года, когда Майкл Батлер пригласил Стаса Намина на голливудскую постановку спектакля «Волосы».
После двенадцатичасового перелёта я, честно говоря, собирался поспать часок-полтора в тёмном зале, пока на сцене будет продолжаться действие, — в Москве именно так частенько и бывало. Но в результате то, что я увидел, заставило меня забыть и про сон, и про усталость — это был совершенно другой театральный мир, другая культура, ничего подобного я до тех пор не видел. Режиссура, хореография, актёрская игра — в общем, именно в тот момент мне захотелось самому сделать что-то подобное на московской сцене. Сразу же после спектакля я поделился своими мыслями с Майклом, он одобрил идею и согласился помочь с постановкой. Буквально через пару недель, вернувшись в Москву, я позвонил Россинскому и сказал, что согласен.Стас Намин
В 1999 году Стас Намин создал на базе Зелёного театра первый в России репертуарный театр мюзиклов — Театр музыки и драмы. Его передали в ведение Комитета по культуре города Москвы и сделали государственным, при этом Центр Стаса Намина принимал участие в руководстве театром. В сентябре 1999-го начался набор в труппу, и уже 15 ноября того же года прошла премьера русской версии рок-мюзикла «Волосы». В дальнейших работах театра совмещались стили мирового мюзикла с традициями русского драматического искусства. Театр постоянно создавал новые формы музыкальной драматургии.
```

```

## Современность
В 2000 году Центр Стаса Намина для Театра музыки и драмы на собственные средства построил и оборудовал театральный зал на 250 мест в одном из карманов открытой сцены. Через два года центр добровольно отказался от прав аренды Зелёного театра в пользу Театра музыки. Однако центр продолжал оказывать помощь в поддержании комплекса; проводился ежегодный ремонт: замена и покраска деревянных зрительских мест, ремонт сцены и построек, противопожарная пропитка и другое. Также велись работы над проектом реконструкции и превращения театра в современный концертный комплекс с учётом развития на его территории различных направлений деятельности в сфере культуры, искусства и образования.
В мае 2013 года по распоряжению мэра Москвы Сергея Собянина открытая площадка Зелёного театра перешла в управление парка Горького, а примыкающее к нему здание сохранилось за Театром музыки и драмы Намина. В этом же году театр провёл совместную работу с Русским музеем и воссоздал футуристическую оперу 1913 года «Победа над Солнцем» — в ней впервые появился «Чёрный квадрат» Казимира Малевича, являвшийся элементом декорации. Также Казимир Малевич придумал костюмы для спектакля, они были скрупулёзно воссозданы по сохранившимся эскизам.
В 2017 году в Зелёном театре произошёл пожар, в результате которого пострадали две сцены и складские помещения, однако их быстро восстановили.
На 2018 год театр функционирует. Актёры поют в разных стилях: рок-классика, авангард, водевиль, фольклор и других. В репертуаре представлены спектакли различных музыкальных жанров, среди которых трагедии, комедии, драмы, в том числе поставленные по произведениям зарубежных авторов. Труппа находится в постоянном поиске новых театральных форм и синтезирует разные жанры. Летом 2018-го театр на гастролях в Греции показал оперу «Победа над Солнцем».